# Cambridge Apostles
 (mai 2024).
La société des Cambridge Apostles (« Apôtres de Cambridge »), connue également comme The Cambridge Conversazione Society, est une société secrète intellectuelle d'étudiants de l'université de Cambridge, fondée en 1820 par l'étudiant George Tomlinson (en) (futur évêque de Gibraltar).
L'origine du surnom Apostles date des fondateurs au nombre de douze. Cette société recrutait traditionnellement ses membres parmi les nouveaux étudiants des collèges St John, King et Trinity. Parmi les membres de ce club de discussion se retrouvent de grands noms de la littérature, de la politique, de la philosophie ou des sciences du Royaume-Uni, ainsi que des membres du Bloomsbury Group ou des Cinq espions de Cambridge.

## Origines

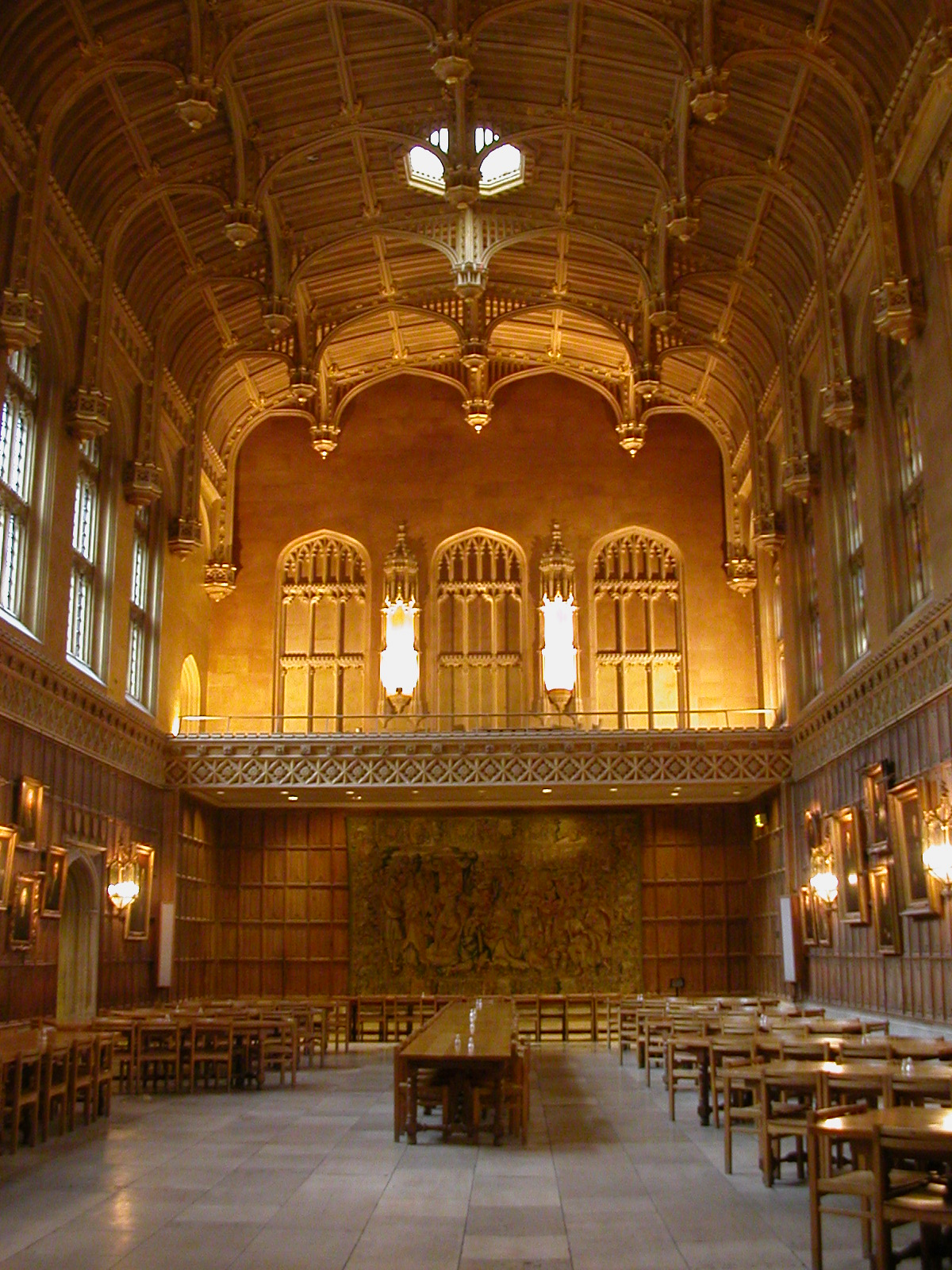
Le réfectoire de King's College

La société secrète des Cambridge Apostles, également connue sous le nom de « Cambridge Conversazione Society », rassemble depuis près de deux cents ans une élite intellectuelle au sein de l'université de Cambridge. Elle fut créée en 1820 par George Tomlinson, un étudiant de Cambridge qui devint plus tard évêque de Gibraltar.
Le terme d'« Apôtres » vient du fait que les premiers membres étaient au nombre de douze, tels les douze disciples du Christ. Depuis les origines jusqu'à nos jours, la plupart des Apostles sont des étudiants ; rares parmi eux sont les diplômés ou les enseignants. Pendant longtemps, la société a recruté ses membres dans deux des plus célèbres établissements de Cambridge : King's College et Trinity College. Désormais, ce n'est plus le cas.

## Anges et Apôtres
Comme l'indique son appellation de « Conversazione Society », il s'agit surtout d'un club de discussion. Les réunions se tiennent une fois par semaine, traditionnellement le samedi soir, et l'un des membres délivre une conférence sur un sujet préparé à l'avance. Ensuite se déroule un débat général pendant lequel les Apostles se nourrissent de toasts à la sardine surnommés les « steaks de baleine ». 

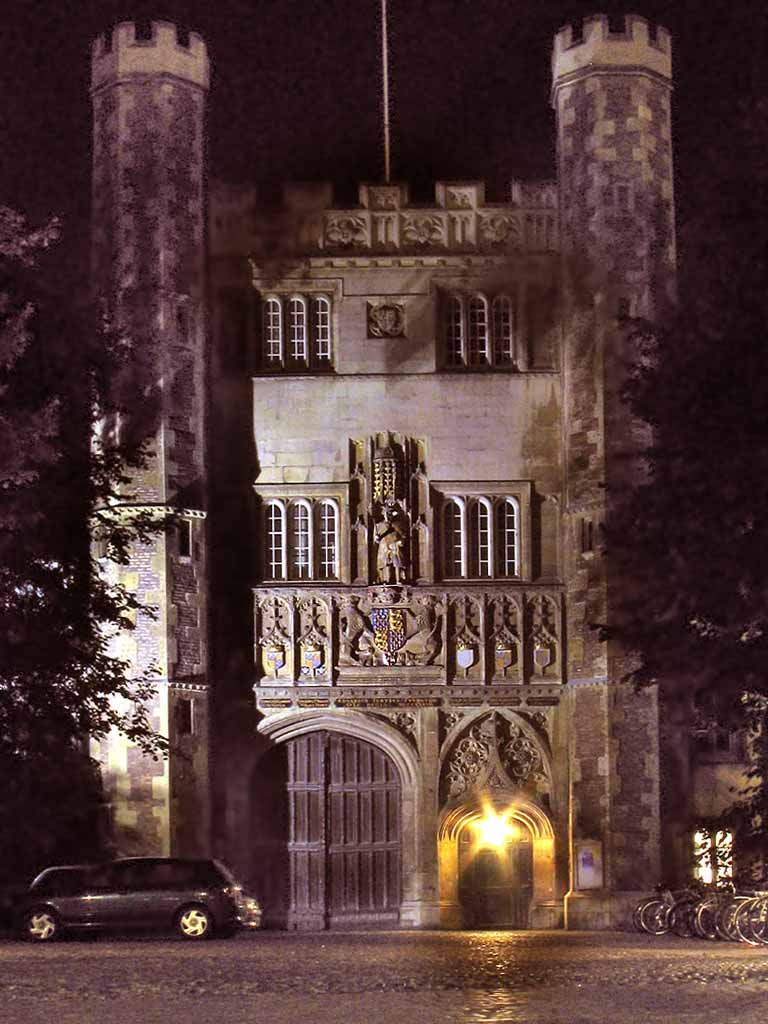
La porte principale de Trinity College

Les Apostles tiennent à jour un registre relié de cuir (le « Livre ») dont les volumes successifs remontent à leur fondateur et renferment quantité d'annotations manuscrites sur l'ensemble des sujets abordés par les orateurs. Le « Livre » se trouve dans l'« Arche », où l'on range l'ensemble des documents inhérents à la société.
Une fois obtenu leur diplôme universitaire, les anciens Apostles se nomment les « Anges ». De temps en temps, tous les deux ou trois ans et dans le plus grand secret, les Apostles invitent la totalité des Anges à dîner dans l'un des collèges de Cambridge. Jadis avait lieu un dîner annuel, le plus souvent à Londres.
Les étudiants dont on envisage l'admission s'appellent les « Embryons » et chacun d'entre eux se voit convié à une soirée où les Apostles décident ou non de l'accepter dans leurs rangs, pendant que lui-même ignore que ses commensaux songent à le recruter. Si tout se passe au mieux, le rituel d'initiation l'obligera ensuite à jurer le secret et à écouter la lecture des malédictions encourues en cas de manquement aux règles, texte rédigé aux alentours de 1850 par l'un des membres, le théologien Fenton John Anthony Hort.
On reproche parfois aux Apostles le caractère secret de leur association, ainsi que la quasi-absence de femmes parmi eux, mais aussi, et peut-être avant tout, le nombre impressionnant d'Anges qui ont fait une brillante carrière à Cambridge ou exercé les plus hautes responsabilités dans les médias, le gouvernement et l'Église d'Angleterre, ce qui semble en contradiction avec les idéaux égalitaires prônés par l'université. En tout état de cause, nombreux sont les anciens Apostles qui ont évoqué la profondeur du sentiment de fidélité qui les rattachait à leurs camarades, et cela leur vie durant. Le philosophe Henry Sidgwick a écrit dans ses mémoires que son attachement envers cette société était le lien le plus fort qu'il eût connu au cours de son existence.

## La cohésion du groupe

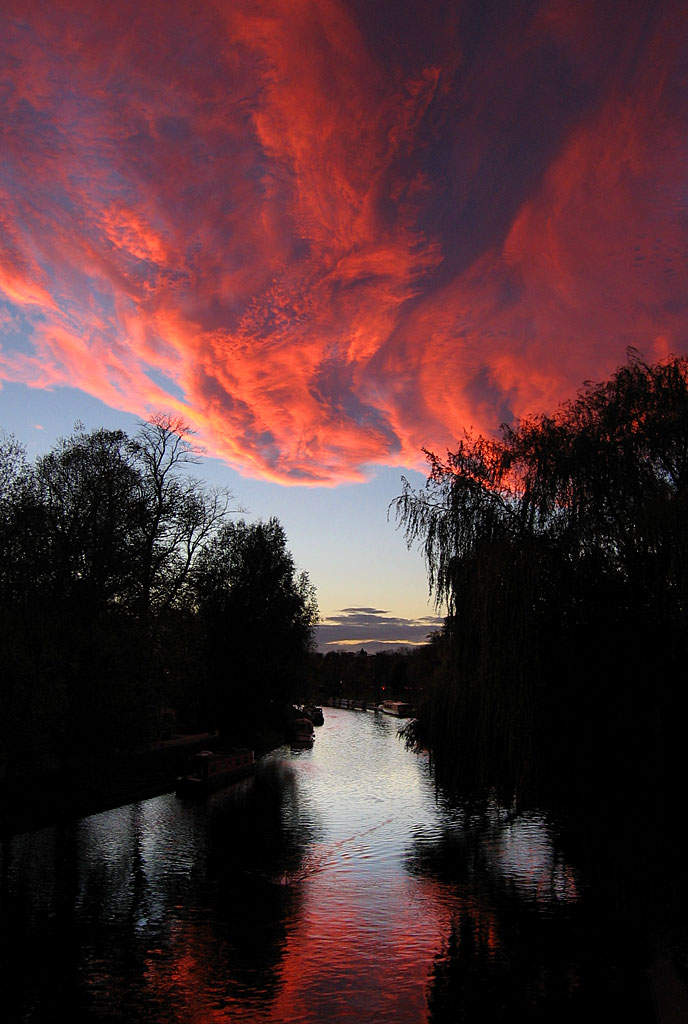
Crépuscule sur la rivière Cam.

Dans les années qui précédèrent la Première Guerre mondiale, les Apostles acquirent la célébrité à l'extérieur de Cambridge grâce à l'émergence du cénacle intellectuel du Bloomsbury Group. John Maynard Keynes, Lytton Strachey et son frère James Strachey, G. E. Moore, Desmond MacCarthy, Leonard Woolf et Rupert Brooke, anciens Apostles, comptèrent parmi les fondateurs de Bloomsbury.
Dans l'entourage immédiat de Bloomsbury se trouvaient d'autres Apostles, par exemple le romancier E. M. Forster, le peintre Roger Fry (amant de Vanessa Bell), le poète Julian Bell (fils de Vanessa Bell, neveu de Leonard Woolf et amant d'Anthony Blunt), le critique littéraire Francis Birrell ou le musicien Saxon Sydney-Turner. 
Mais surtout, dans le domaine de la philosophie et de l'économie politique, une influence mutuelle s'exerça durablement entre cinq des plus illustres Apostles : l'économiste John Maynard Keynes d'une part, et d'autre part les quatre grands penseurs analytiques anglais du XXe siècle, Ludwig Wittgenstein, Alfred North Whitehead, G. E. Moore et Bertrand Russell. Là encore, des liens annexes avec le groupe de Bloomsbury semblent avoir été très étroits.
Moins glorieux fut le regain de notoriété des Apostles à partir de 1951, lorsque naquirent les soupçons qui devaient mener au scandale des Cinq de Cambridge, autrement dit l'affaire des espions britanniques au service de l'Union soviétique depuis les années 1930 jusqu'à la fin de la guerre froide. Au minimum cinq hommes ayant accès aux secrets militaires du gouvernement britannique transmirent des informations au KGB (initialement NKVD). Parmi les quatre premiers espions démasqués, on découvrit deux anciens Apostles, jadis étudiants à Trinity College : Guy Burgess, officier du MI6, et Anthony Blunt, officier du MI5, historien de l'art, directeur de l'institut Courtauld et responsable des collections de tableaux de la reine Élisabeth II. Blunt et Burgess étaient connus pour entretenir une liaison homosexuelle depuis de nombreuses années. En revanche, les deux autres agents doubles, Donald Maclean et Kim Philby, n'appartenaient pas à la Cambridge Conversazione Society.
Restait la question du « cinquième homme », c'est-à-dire d'une « taupe » supplémentaire dont les services de renseignement britannique connaissaient l'existence tout en ignorant son identité. Longtemps le financier Victor Rothschild, ancien Apostle, a été soupçonné. Il avait prêté un appartement londonien à ses camarades espions ; rien ne put prouver qu'il fût au courant de leurs activités. À l'inverse, le patron de presse américain Michael Straight, lui aussi ancien Apostle, reconnut en 1963 avoir travaillé pour le KGB. Anthony Blunt l'avait contacté dès 1933, au retour de son voyage en Union soviétique et l'histoire ne dit pas si Straight fut sa seule recrue. Elle ne dit pas non plus si les effectifs de ce réseau se limitent à cinq espions. Le « cinquième homme » était John Cairncross, qui l'a nié toute sa vie.
Depuis cette période, la mythologie populaire associe la Cambridge Conversazione Society non seulement à Bloomsbury, mais aussi aux espions de Trinity College, à leur idéologie marxiste et à l'homosexualité qui semble avoir prévalu parmi de nombreux Apostles.

## Anciens Apostles

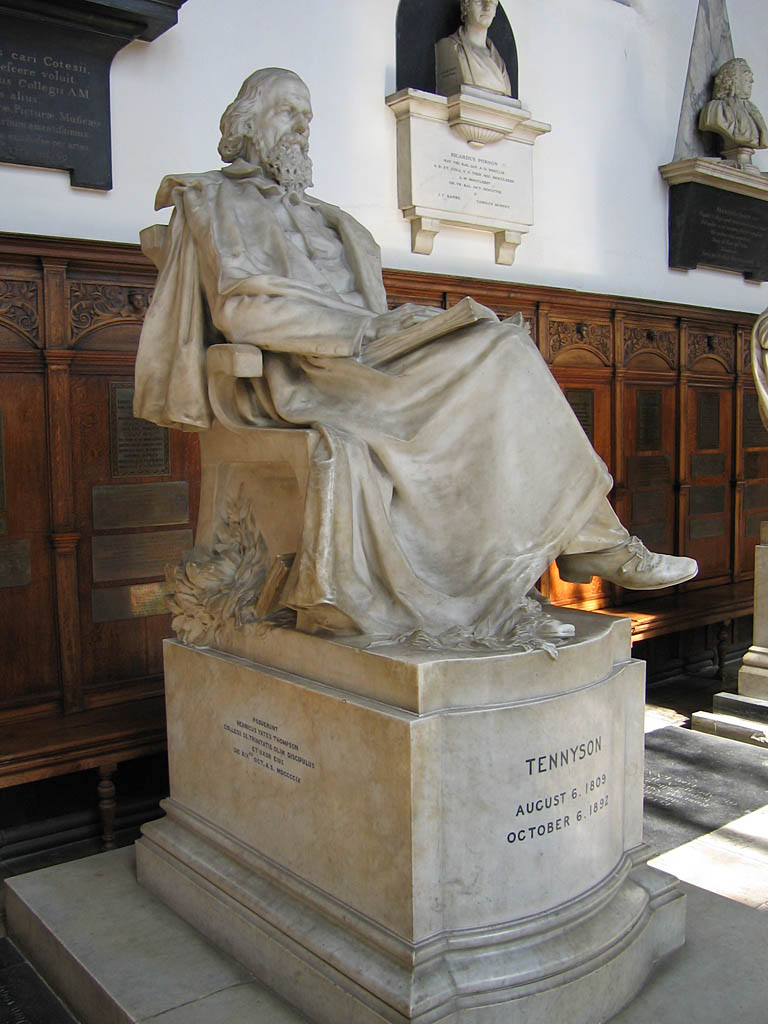
Trinity College : statue de Lord Alfred Tennyson, Apostle

La date qui figure entre parenthèses est celle de l'admission parmi les Apostles.
- George Tomlinson, fondateur des Apostles, évêque de Gibraltar (1820)
- Erasmus Alvey Darwin, frère de Charles Darwin (1823)
- Alfred Tennyson, poète, Chambre des lords (1829)
- Arthur Hallam, poète, ami de Tennyson (1829)
- Fenton John Anthony Hort (1851), théologien
- James Clerk Maxwell, physicien (1852)
- Henry Sidgwick, philosophe (1857)
- George Howard, comte de Carlisle (1865)
- G. H. Hardy, mathématicien, médaille Sylvester, médaille Copley
- Alfred North Whitehead, mathématicien, logicien et philosophe, médaille Sylvester (1884)
- Roger Fry, peintre, historien de l'art (1887)
- Bertrand Russell, mathématicien, philosophe, Chambre des lords, prix Nobel de littérature (1892)
- G. E. Moore, philosophe (1894)
- E. M. Forster, écrivain (1901)
- Desmond MacCarthy, critique littéraire
- Lytton Strachey, écrivain (1902)
- James Strachey, traducteur de Freud et frère de Lytton Strachey
- Saxon Sydney-Turner, artiste
- Francis Birrell, libraire et critique littéraire
- Leonard Woolf, éditeur, époux de Virginia Woolf, cofondateur du Bloomsbury Group
- John Maynard Keynes, économiste, Chambre des lords (1903)
- Rupert Brooke, poète (1908)
- Ludwig Wittgenstein, philosophe (1912)
- Anthony Blunt, historien de l'art, espion du KGB (1927)
- Julian Bell, poète, fils de Clive et Vanessa Bell, neveu de Leonard Woolf (1928)
- Guy Burgess, officier du MI6, espion du KGB (1932)
- Hugh Sykes Davies, poète et linguiste (1932)
- Victor Rothschild, biologiste, financier, officier du MI5, Chambre des lords (1933)
- William Grey Walter, scientifique, pionnier de la robotique (1933)
- D. G. Champernowne, statisticien (1934)
- Alan Lloyd Hodgkin, biophysicien, Médaille royale, prix Nobel de physiologie ou médecine (1935)
- Michael Straight, patron de presse américain, espion du KGB (1936)
- Noel Annan, officier de renseignement, doyen d'université, Chambre des lords (1948)
- Robin Gandy, mathématicien et logicien (1952)
- Eric Hobsbawm, historien marxiste

## Sources
- (en) Cet article est partiellement ou en totalité issu de l’article de Wikipédia en anglais intitulé « Cambridge Apostles » (voir la liste des auteurs).

### Ouvrages généraux
- (en) Peter Allen, Cambridge Apostles : The Early Years, Cambridge University Press, 1978
- (en) Richard Deacon, The Cambridge Apostles : A History of the Cambridge University's Elite, Robert Royce, 1985
- (en) William C. Lubenow, Cambridge Apostles, 1820-1914, Cambridge University Press, 1998

### Articles
- Emmanuel Halais, « L’idéal et les Apostles », dans Cités, no 39, PUF, 2009, p. 153-170

### Monographies
- (en) Quentin Bell, Bloomsbury, Futura Publications, 1974
- (fr) Miranda Carter, Gentleman espion : Les Doubles Vies d'Anthony Blunt, Payot/Rivages, 2006
- (fr) Gilles Dostaler, Keynes et ses combats, Albin Michel, 2005
- (en) E. M. Forster, The Longest Journey (roman autobiographique), 1907
- (fr) G. H. Hardy, L'Apologie d'un mathématicien (autobiographie), Belin, 1985 (1940 pour l'édition originale)
- (en) G. Jones, Alfred and Arthur, 2001 (ouvrage consacré à Tennyson et à Hallam)
- (en) Paul Levy, G. E. Moore and the Cambridge Apostles, Weidenfeld & Nicolson, 1979 ; Papermac, 1989
- (fr) Youri Modine, Mes camarades de Cambridge, Robert Laffont, 1994
- (en) Michael Straight, After Long Silence: The Man Who Exposed Anthony Blunt Tells for the First Time the Story of the Cambridge Spy Network from the Inside, Collins, 1983
- (en) Alfred Tennyson, Seven Essays, St Martin's Press, 1992
- (en) Nigel West, Seven Spies Who Changed the World, Secker & Warburg, 1991
- (fr) Virginia Woolf, La Vie de Roger Fry, Payot, 1999